# Javier Castrilli
Javier Alberto Castrilli (Buenos Aires, Argentina, 22 de mayo de 1957) es un exárbitro internacional de fútbol argentino. Comenzó su carrera como árbitro amateur en 1978 y 13 años después, en 1991, fue designado para dirigir en la Primera División del fútbol argentino.

## Trayectoria profesional

### Árbitro de fútbol
Durante sus años como árbitro fue conocido como «el sheriff» debido a su carácter fuerte y a su estricto cumplimiento del reglamento, tanto con equipos "chicos" como "grandes".
Fue protagonista de muchas polémicas en partidos donde intervinieron los equipos más populares de la Argentina. El primero que marcó un antes y un después en su carrera fue en 1992, durante un encuentro entre River y Newells’s Old Boys de Rosario. En el Monumental, expulsó tres jugadores de River en una misma jugada, así como también a Daniel Passarella, por entonces DT de River, en el entretiempo. Durante el segundo tiempo, expulsó a otro futbolista local, y el partido terminó 5 a 0 a favor de Newell's. En 1996 expulsó a Diego Maradona en un partido entre Boca Juniors y Vélez Sársfield por el Torneo Clausura de ese año.
Su debut como árbitro internacional fue en 1992, en el Preolímpico de Asunción, torneo clasificatorio para los Juegos Olímpicos en Barcelona que se realizaron ese mismo año. Entre los torneos internacionales en los que fue seleccionado para dirigir se encuentran: la Copa Mundial de Fútbol Sub-17 de 1993 en Japón  (partido inaugural y final), la Copa Mundial de Fútbol Sub-20 de 1995 en Catar, la Copa América 1995 en Uruguay, la Copa Confederaciones de 1997 en Riad y la Copa Mundial de Fútbol de 1998 en Francia.
En Brasil es conocido por la polémica creada en un partido de la semifinal del Campeonato Paulista de 1998, un empate entre Corinthians y Portuguesa en 2-2 en el Estadio Morumbi. La controversia se refiere a marcar un penal a favor del Corinthians, convertido por Freddy Rincón, que eliminó a la Portuguesa de la final.
El 27 de septiembre de 1998 dirigió su último partido, siendo éste entre Platense y Gimnasia y Esgrima de Jujuy. En 2008 el abogado Juan Manuel Lugones, en representación de las ONG "Salvemos al fútbol" y FAVIFA (Familiares de Víctimas del Fútbol Argentino), ratificó una  denuncia penal y pidió que la Justicia citara a declarar al líder de una de las facciones de la barra brava de River, conducida por Alan Schlenker. En un reportaje periodístico, Schlenker advirtió que la interna de la barra brava se podría cobrar más víctimas y apuntó a la denominada "Banda de Gonzalo", uno de los grupos en que se dividía la barra de River, señalando que habría contado –supuestamente– con «la complicidad y el encubrimiento de Javier Castrilli». La denuncia contra Castrilli recayó en juzgado correccional número 11, a cargo del juez Luis Schelgel.

### Inicio en política
En los años 2000 y 2001, durante el mandato de Carlos Ruckauf como gobernador de la provincia de Buenos Aires, presidió una Comisión de Investigaciones de Seguridad en el Deporte. En 2007 se presentó una denuncia ante la oficina Anticorrupción a fin de que determinaran si la percepción de honorarios del Subsecretario de Seguridad en Espectáculos Deportivos, Javier Castrilli, de parte de la empresa Trisa (socia de Torneos y Competencias del Grupo Clarín), configuraba un comportamiento violatorio de la Ley de Ética Pública y del Código de Ética Pública.
El 27 de enero de 2010 sufrió un infarto agudo de miocardio. En 2011, fue candidato a Jefe de Gobierno de la ciudad de Buenos Aires por el partido político Acción Ciudadana.
En 2013 fue candidato a concejal de La Matanza por el partido político PRO. Mauricio Macri aseguró que estaban «muy contentos por el lanzamiento de Javier en este gran distrito, ya que nadie puede dudar de la seriedad de Castrilli y eso es lo que queremos ver en política».  Por su parte, Castrilli expresó su «orgullo y alegría» por haberse sumado al PRO, al cual calificó como «la alternativa para un futuro mejor».
En enero de 2016 se desempeñó como director Provincial de Deportes Federados de la Provincia.
En septiembre de 2021 asumió como jefe de la Comisión de Árbitros del fútbol chileno, encabezando un ambicioso plan que contempla cambios drásticos en el referato local. Tras el fracaso en dicho plan, como denuncias de presiones en el arbitraje del partido válido por el Play-Offs de Primera B de Chile 2021, Castrilli fue despedido de su cargo.

## Premios
En noviembre de 2024 la Legislatura de la Ciudad Autónoma de Buenos Aires lo distinguió Personalidad Destacada de la Ciudad Autónoma de Buenos Aires en el ámbito del deporte.